# Якубовская, Ольга Александровна
О́льга Алекса́ндровна Якубо́вская (в девичестве — Шмигельска́я; род. 6 августа 1981 года в Ленинграде, СССР) — российская легкоатлетка. Многократная чемпионка и призёр Сурдлимпийских игр, чемпионка мира и Европы, рекордсменка мира. Заслуженный мастер спорта России по спорту глухих.

## Биография
Тренировалась сначала под руководством своего отца Александра Шмигельского, а затем — Бориса Крошкина.
Замужем за чемпионом Сурдлимпийских игр — Владиславом Якубовским.